# Balls of Steel
Balls of Steel è una simulazione di flipper pubblicata da Pinball Wizards (etichetta di 3D Realms) nel 1997. Sviluppato dalla software house Wildfire Studios, specializzata del genere, è stato pubblicato come shareware dotato di una sola tavola, mentre nella versione completa ce ne sono cinque.

## Modalità di gioco
Nelle opzioni di gioco è possibile scegliere se giocare utilizzando uno scrolling verticale oppure con una schermata fissa.

### Tavole
- Darkside - Tavola a tema fantascientifico.
- Barbarian - Tavola a tema fantasy.
- Firestorm - Tavola a tema poliziesco.
- Mutation - Tavola a tema horror.
- Duke Nukem - Tavola dedicata all'omonimo protagonista di giochi Apogee/3D Realms. Nel primo livello di Duke Nukem 3D, pubblicato l'anno precedente, era possibile trovare un flipper intitolato proprio Balls of Steel.

Era stata progettata al posto di Duke Nukem 3D un'ulteriore tavola, Devil's Island, poi uscito come titolo a sé stante.